# Хасан Тиро
Хасан Тиро (индон. и ачех. Hasan di Tiro; 25 августа 1925, Ачех — 3 июня 2010, Ачех) — основатель движения «Свободного Ачеха», которое с 1970-х годов ставило своей целью отделить провинцию Ачех от Индонезии. В 2005 году отказался от своих целей по обретению независимости для Ачеха и согласился разоружить ополченцев, руководствуясь Хельсинкским мирным соглашением. Являлся правнуком по материнской линии вождя антиколониального сопротивления Теунгку Чик ди Тиро, который был убит в бою с голландцами в 1891 году. В 2010 году, незадолго до смерти, получил индонезийское гражданство.

## Предыстория
Выходец из знатной семьи деревни Тиро (округ Пиди). С 1938 года обучался в модернистских школах организации PUSA Дауда Бёрё и во время японской оккупации Индонезии был лидером скаутов PUSA. Являлся активным лидером социалистической молодёжи, выступающей против правящих аристократических кланов Ачеха в декабре 1945 года. Затем был страстным сторонником отождествления истории Ачеха с националистической борьбой Индонезии, когда продолжил обучение в революционной столице Индонезии Джокьякарте, то написал две книги в защиту этой точки зрения. Затем продолжил учебу в Соединенных Штатах Америки, где подрабатывал в миссии Индонезии при Организации Объединённых Наций. Будучи студентом в Нью-Йорке в 1953 году, объявил себя «министром иностранных дел» мятежного движения «Даруль-ислам», которое в Ачехе возглавлял Дауд Бёрё. Из-за этих действий был немедленно лишен индонезийского гражданства, а затем заключен в тюрьму на несколько месяцев на острове Эллис как нелегал. Восстание «Даруль-ислам» в Ачехе закончилось подписанием мирного соглашения в 1962 году, по условиям которого Ачеху была предоставлена номинальная автономия.

## Создание «Свободного Ачеха»

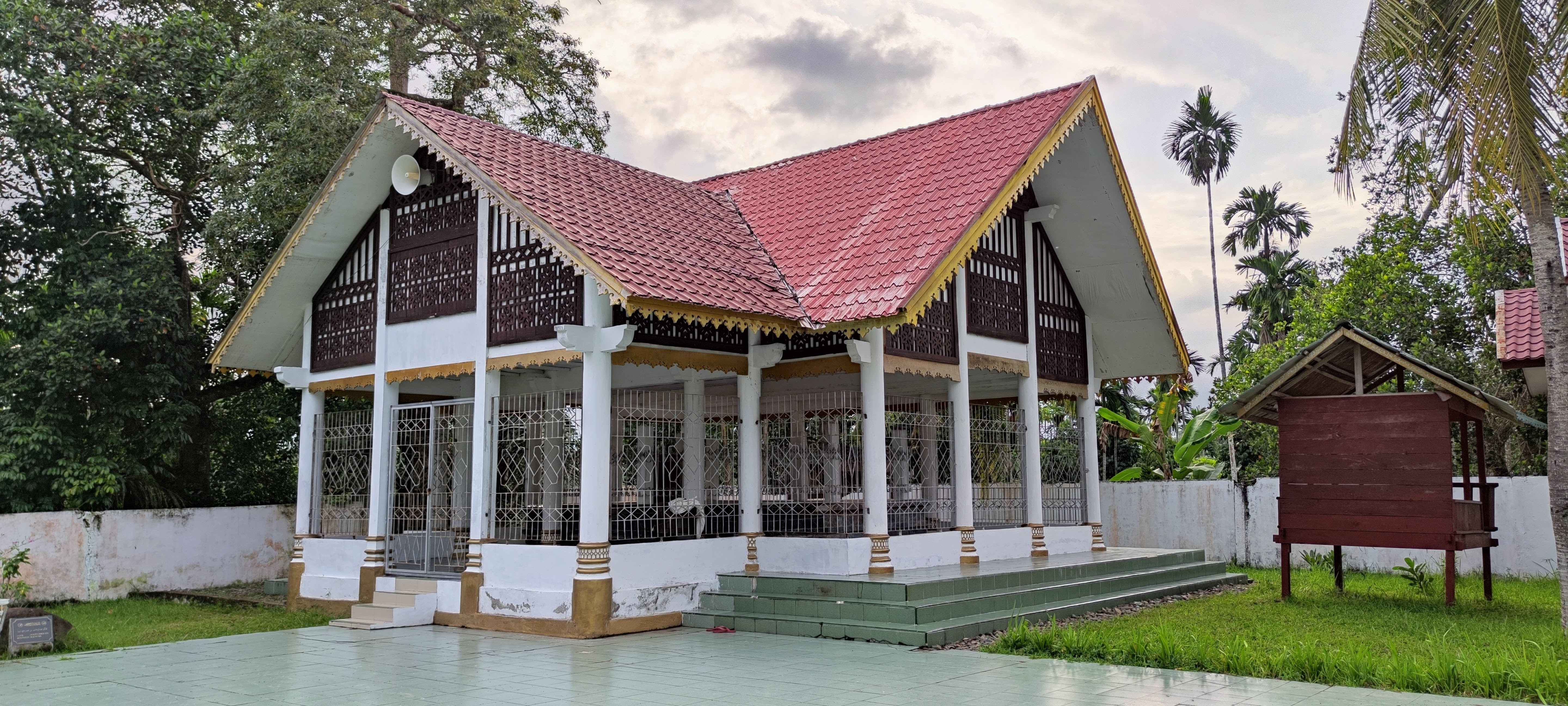
Усыпальница Тиро в Индрапури, Большой Ачех.

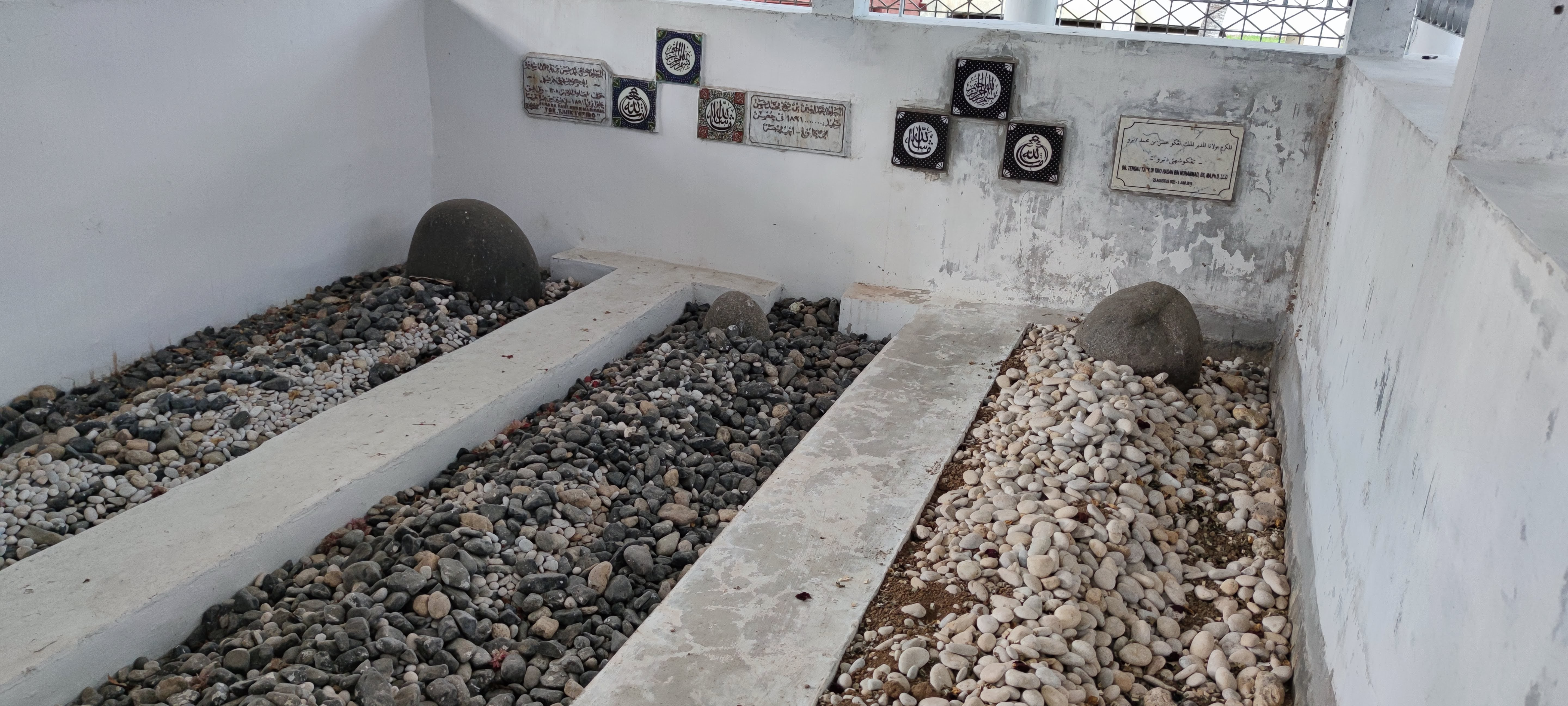
Хасан Тиро похоронен рядом с дедом Тенгку Чик ди Тиро на кладбище Национальных героев.

В 1974 году Хасан Тиро появился в Ачехе, где подал заявку на участие в тендере по строительству трубопровода на новом газовом заводе «Мобил» в районе Лхоксёмаве. Компания Bechtel перебила его цену в тендерных процедурах, а Хасан Тиро посчитал, что центральное правительство оказало содействие этой компании в победе в тендере. Есть мнение, что в результате проигрыша в тендере и смерти своего брата из-за того, что он посчитал преднамеренным пренебрежением к пациенту со стороны врача яванской национальности, Хасан Тиро начал организовывать повстанческое движение за независимость, используя свои старые контакты в «Даруль-исламе».
4 декабря 1976 года создал «Фронт национального освобождения Ачеха-Суматры», более известный как движение «Свободного Ачеха». Среди его целей была полная независимость Ачеха от Индонезии. Выбрал независимость в качестве одной из целей организации вместо автономии из-за того, что сосредоточил внимание на доколониальной истории Ачеха как независимого государства. «Свободный Ачех» отличался от бывшего восстания «Даруль-ислам», которое стремилось свергнуть светскую идеологию «Панчасила» в Индонезии и создать паниндонезийское исламское государство, основанное на шариате, хотя и с высокой степенью автономии Ачеха в рамках такого государства. В «Декларации независимости» он поставил под сомнение право Индонезии на существование, поскольку это было многокультурное государство, основанное на голландской колониальной империи и состоявшее из многочисленных предшествующих государств и множества этнических групп, у которых мало общего между собой. Таким образом, Хасан Тиро считал, что народ Ачеха обязан восстановить доколониальное государство и должен быть отделен от «мошеннического» государства Индонезия.
В 1977 году, после проведения атаки повстанцев «Свободного Ачеха», в результате которой был убит американский инженер и получили ранения один американский и один южнокорейский инженер, Хасана Тиро стали преследовать индонезийские военные. Он был ранен в ногу во время засады и бежал в Малайзию.
С 1980 года жил в Стокгольме (Швеция) и имел шведское гражданство. Большую часть этого периода Зайни Абдулла, ставший губернатором Ачеха в июне 2012 года, был одним из его ближайших ачехских контактов в Швеции. После землетрясения в Индийском океане в декабре 2004 года движение «Свободного Ачеха» и правительство Индонезии договорились заключить мирный договор, который был подписан в Хельсинки в августе 2005 года. По условиям мирного договора, которые были приняты политическим руководством «Свободным Ачехом» и одобрены Хасаном Тиро, для Ачеха должна была быть представлена расширенная автономия. Вскоре после этого Народный консультативный конгресс в Джакарте принял новый Закон об управлении Ачехом для выполнения условий мирного договора. В октябре 2008 года, после 30 лет изгнания, Хасан Тиро вернулся в Ачех.
В ходе Ачехского конфликта правительство Индонезии трижды ошибочно заявляло о гибели Хасана Тиро.

## Возвращение в Ачех
11 октября 2008 года Хасан Тиро вернулся в Ачех после 30 лет изгнания. Вследствие перенесённых инсультов был слишком слаб, чтобы произнести речь на приветственном митинге, и не играл никакой активной роли в продолжающейся политической жизни Ачеха. Провёл в провинции две недели, прежде чем вернуться в Швецию. Через год, в октябре 2009 года, снова вернулся в Ачех и оставался там до самой смерти. 2 июня 2010 года восстановил индонезийское гражданство и скончался на следующий день от полиорганной недостаточности в больнице Банда-Ачеха.